# Angela (musikgrupp)
angela är ett japanskt popband som består av medlemmarna atsuko och KATSU. I Japan är de även kända som AnimeSong på grund av sina mångtaliga soundtracks till anime.

## Historia
Trots att både atsuko och KATSU föddes i Okayama träffade de inte varandra förrän på musikskolan i Tokyo. 1993 bildade de bandet angela och började sin karriär som gatumusikanter. 1999 släppte de sin första singel memories, som dock inte fick mycket uppmärksamhet. År 2002 skrev de på ett skivkontrakt med Starchild och fick sitt genombrott med Asu e no brilliant road (明日へのbrilliant road?) som introlåt till animen Uchū no Stellvia samt tre tillhörande outrolåtar. Deras första album Sora no Koe (ソラノコエ?) släpptes av Starchild år 2003. Sedan dess har de skapat intro- och outrolåten till animen Sōkyū no Fafner och släppt två ytterligare album; I/O år 2004 och PRYTHM år 2006.
År 2004 spelade angela på Otakon-konventet i Baltimore, Maryland. Året efter framträdde de på Sakura-con i Seattle, Washington och Fan Expo Canada (då under namnet CN Anime) i Toronto, Kanada. Albumet Sora no Koe släpptes i USA av Geneon som Voices of the Sky i januari 2005. Deras andra album I/O släpptes i USA i augusti 2005 och deras tredje album PRYTHM i november 2006. Samma år skapade de outrolåten till tokusatsun Lion-Maru G och 2007 introlåten till animen Heroic Age.

## Medlemmar
- atsuko, född Atsuko Yamashita (山下敦子), är från Okayama prefektur. Hon sjunger, komponerar och är ansvarig för de flesta av bandets låttexter.
- KATSU, född Katsunori Hirasato (平里勝敬), är också från Okayama prefektur. Han spelar keyboard och gitarr samt komponerar och arrangerar.
- angela har också elva ytterligare medlemmar som är ansvariga för bakgrundsmusik eller dans.

## Diskografi

### Singlar
- memories
- 2000.5.7 LIVE
- angela no Natsu
- VIVA-angela-1,2,3 (part1)
- VIVA-angela-1,2,3 (part2)
- VIVA-angela-1,2,3 (part3)
- VIVA-angela-1,2,3 (part4)
- angela no Natsu 2001
- Egao o Misete ~Special Edition~
- Yuki
- angela no Natsu 2002
- colors
- Tokyo On Stage
- Asu e no brilliant road
- The end of the world
- merry-go-round
- fly me to the sky (with DVD)
- fly me to the sky / Proof
- in your arms / solitude
- Shangri-La/ Separation
- Mirai to Yuu Na no Kotae / Toshishita Michisuu Nounai HD
- DEAD SET / Hana no you ni
- YOU GET TO BURNING / Dearest
- Peace of mind / Suna no shiro

### Album
- Kou to Ruty: "Himitsu no sasayaki"
- Love Love Sweetie ver 1
- Love Love Sweetie ver 2
- Tears On My Pillow (200 limited copies)
- Tears On My Pillow (1000 limited copies)
- VIVA -mix-
- Love Love Sweetie ver 3
- A.I.B (Winter Mix)
- A.I.B
- Sora no koe
- I/O
- PRHYTHM